# Spirorbis zeylandica
Spirorbis zeylandica är en ringmaskart som beskrevs av Gray in Mörch 1863. Spirorbis zeylandica ingår i släktet Spirorbis och familjen Serpulidae.
Artens utbredningsområde är havet kring Nya Zeeland. Inga underarter finns listade i Catalogue of Life.